# Contea di Poyang
La contea di Poyang (鄱阳县S, Póyáng XiànP) è una contea della Cina, situata nella provincia di Jiangxi e amministrata dalla prefettura di Shangrao.